# Arne Berglie
Arne Berglie, född 9 april 1930 i Jevnaker i Norge, död 10 december 2021 i Göteborg i Sverige, var en norsk-svensk ingenjör.
Han var son till Harald Berglie och Thora Thorsen. Han utbildade sig till civilingenjör på Norges tekniska högskola i Trondheim med examen 1954. Han anställdes på Götaverken i Göteborg 1955. Han har varit teknisk direktör på Götaverken Arendal AB.
Arne Berglie fick tillsammans med Hadar Lidén Polhemspriset 1984 för konstruktioner av halvt nedsänkbara offshoreplattformar.
Han gifte sig 1955 med Karin Olsen.